# Aïn El Djenna
Ain El Djenna (en arabe : عين الجنة) est une série télévisée algérienne créée par Oussama Benhassine et réalisée par Karim Moussaoui, et diffusée entre le 23 mars 2023 et le 6 avril 2023 sur l'ensemble des chaines de la télévision nationale ENTV en Algérie.

## Synopsis
Dans le petit village d'Ain El Djenna, situé au fin fond de l'Algérie, Slimane, un jeune ingénieur au chômage, lutte pour subvenir aux besoins de sa famille. Un jour, il apprend que sa sœur aînée Dalila, qu'il n'a pas vu depuis des décennies, est de retour au village. Mais cette fois-ci, elle est candidate malgré elle aux prochaines élections municipales. Cette nouvelle bouleversera la vie de Slimane ainsi que celle de tout le village,.

## Distribution
- Djamila Arres
- Slimane Benouari
- Halim Zribei
- Hadjla Kheladi
- Zahreddine Djawed